# Эрлуа
Эрлуа́ (фр. Erloy) — коммуна во Франции, находится в регионе Пикардия. Департамент коммуны — Эна. Входит в состав кантона Вервен. Округ коммуны — Вервен.
Код INSEE коммуны — 02284.

## Население
Население коммуны на 2010 год составляло 92 человека.
| 1962 | 1968 | 1975 | 1982 | 1990 | 1999 | 2010 |
| ---- | ---- | ---- | ---- | ---- | ---- | ---- |
| 218  | 176  | 167  | 135  | 139  | 123  | 92   |

## Экономика
В 2010 году среди 49 человек трудоспособного возраста (15—64 лет) 32 были экономически активными, 17 — неактивными (показатель активности — 65,3 %, в 1999 году было 63,6 %). Из 32 активных жителей работали 25 человек (18 мужчин и 7 женщин), безработных было 7 (3 мужчин и 4 женщины). Среди 17 неактивных 1 человек был учеником или студентом, 10 — пенсионерами, 6 были неактивными по другим причинам.